# Katzenstein (Hattingen)
Der Katzenstein ist eine bewaldete Anhöhe östlich von Blankenstein und westlich des Hammertals.
Sie ist Teil des Naturschutzgebiets Alte Ruhr-Katzenstein. Am Waldrand, außerhalb des Naturschutzgebietes, befindet sich die Gaststätte „Krans im Katzenstein“. Ein Wirtschaftsweg beginnt am Steinenhaus. 2016 entdeckten Spaziergänger im Wald das Skelett eines seit 2012 vermissten Geldverleihers aus Velbert.